# Arziw
Arziw (arab. أرزيو, fr. Arzew) – miasto i port w Algierii, 44 km od Oranu.
W mieście rozwinął się przemysł petrochemiczny oraz nawozów azotowych.